# Градна (притока Слатини)
Градна (словац. Hradná) — річка в Словаччині; права притока Слатини довжиною 13.5 км. Протікає в округах Детва і Зволен.
Витікає в масиві Поляна на висоті 920 метрів. Впадають Желобудзький потік і Дубравський потік. Протікає територією села Очова.
Впадає у Слатину на висоті 345.8 метра.